# Neuenrade
Neuenrade is een stad en gemeente in de Duitse deelstaat Noordrijn-Westfalen, gelegen in de Märkischer Kreis. De gemeente telt 11.772 inwoners (31 december 2020) op een oppervlakte van 54,11 km².

## Geschiedenis
De plaats werd rond 1220 voor het eerst vermeld en kreeg stadsrecht in 1355. Neuenrade behoorde tot de Hanze als bijstad van Lüdenscheid.

## Stedenband
- Aalten (Nederland)

## Afbeeldingen

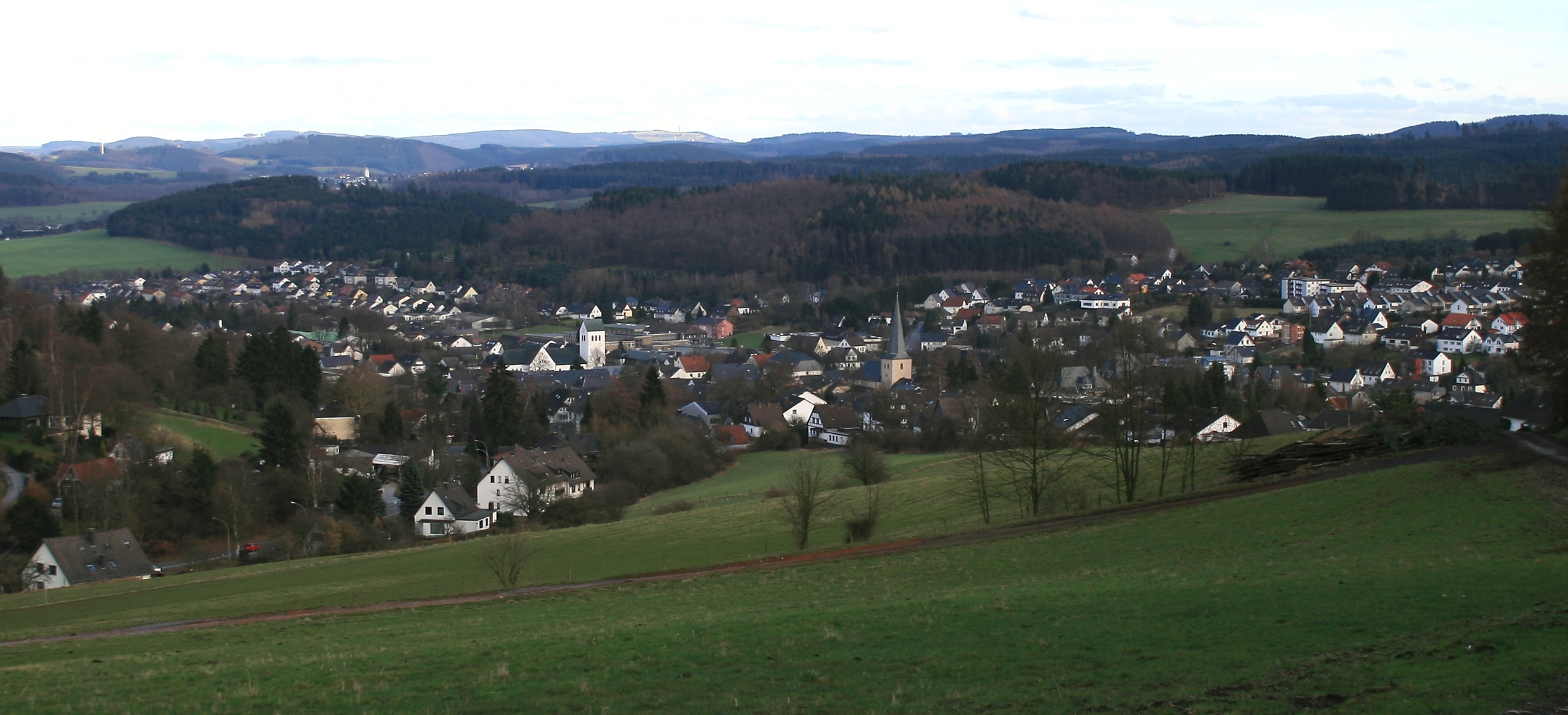
Gezicht op Neuenrade
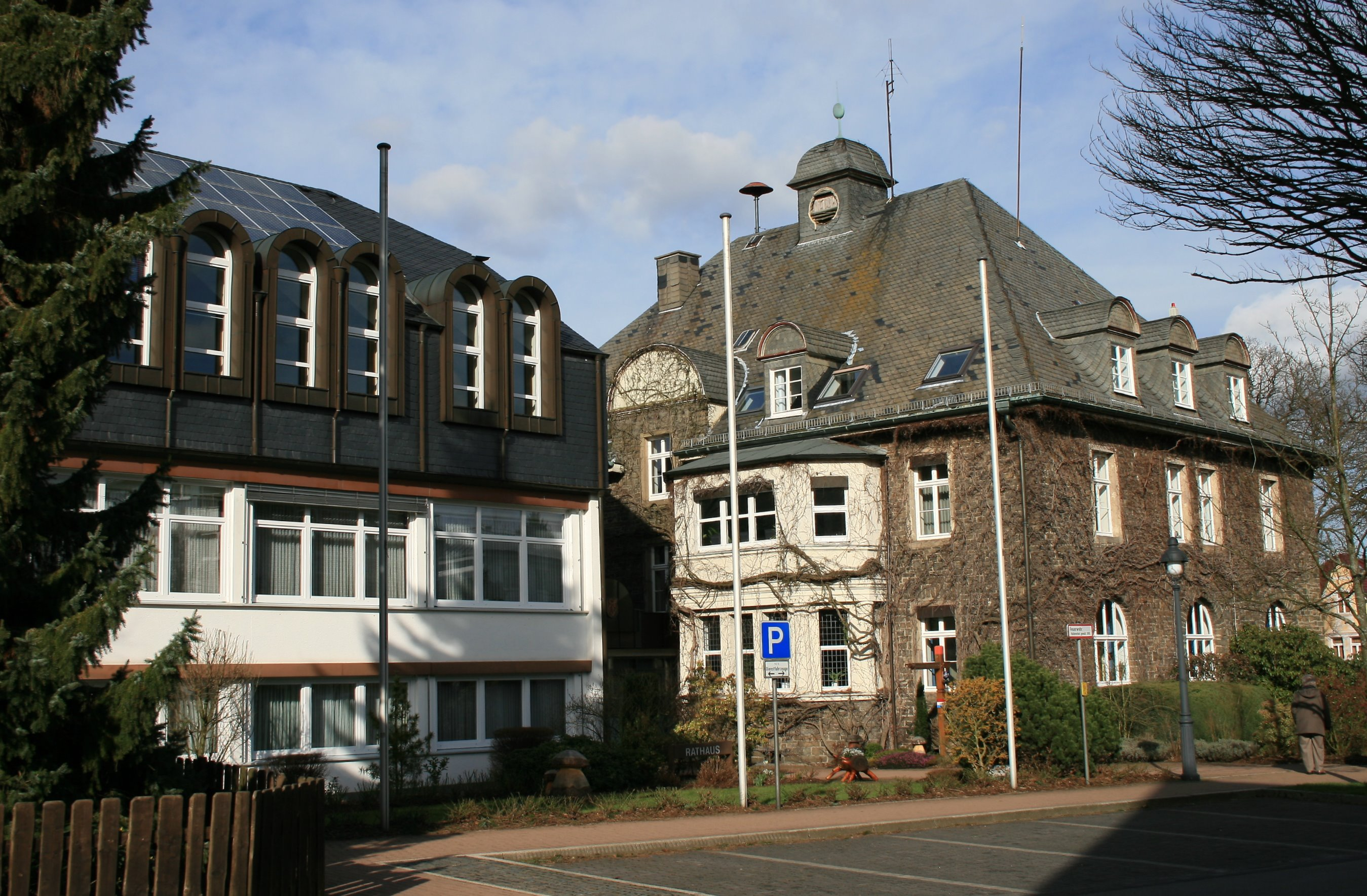
Gemeentehuis
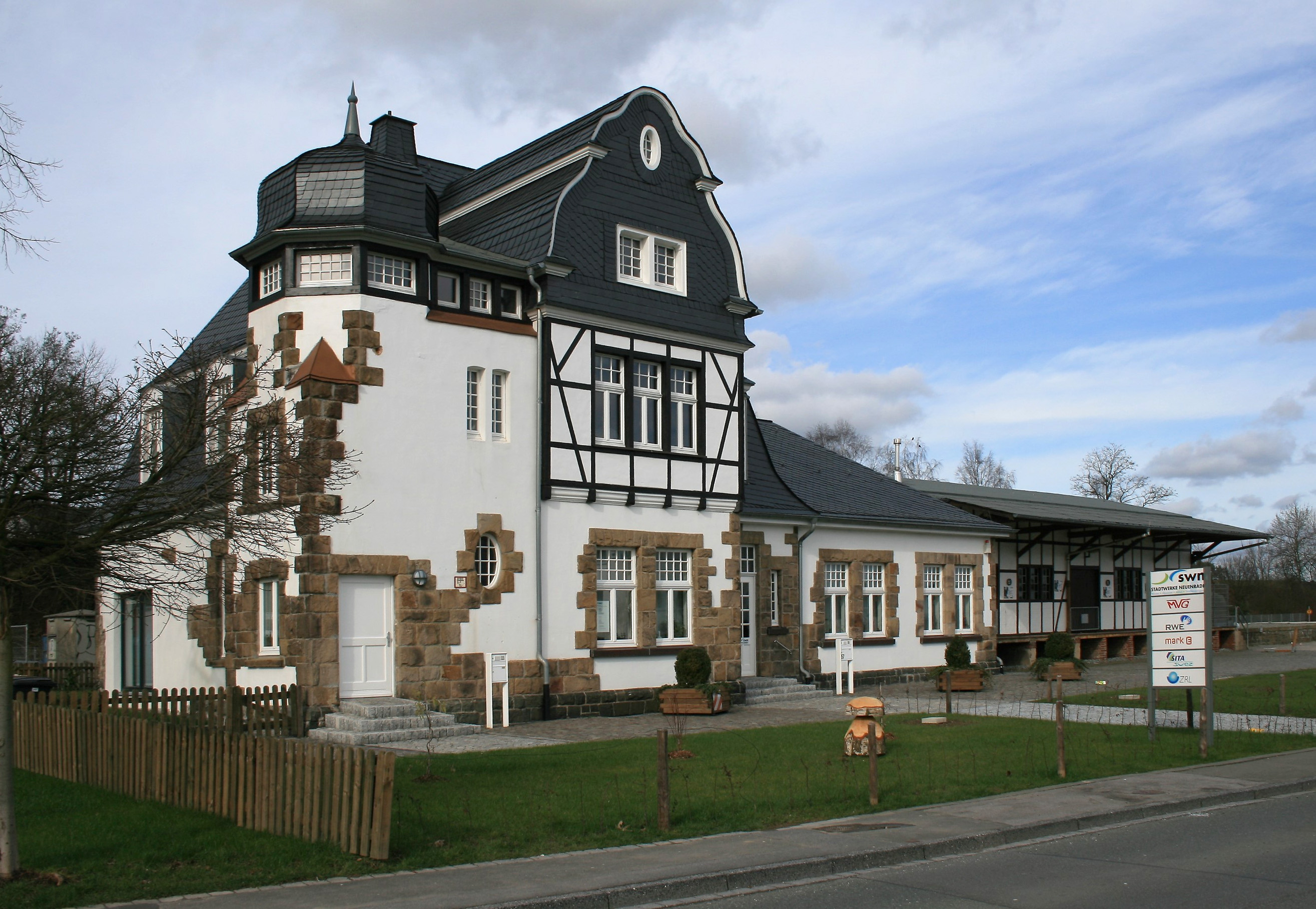
Voormalig stationsgebouw

Altena · Balve · Halver · Hemer · Herscheid · Iserlohn · Kierspe · Lüdenscheid · Meinerzhagen · Menden · Nachrodt-Wiblingwerde · Neuenrade · Plettenberg · Schalksmühle · Werdohl